# Comuna de Nieborów
Nieborów (polaco: Gmina Nieborów) é uma gminy (comuna) na Polónia, na voivodia de Lodz e no condado de Łowicki. A sede do condado é a cidade de Nieborów.
De acordo com os censos de 2004, a comuna tem 9498 habitantes, com uma densidade 92 hab/km².

## Área
Estende-se por uma área de 103,29 km², incluindo:
- área agrícola: 75%
- área florestal: 15%

## Demografia
Dados de 30 de Junho 2004:
|                      | Total   | Total | Mulheres | Mulheres | Homens  | Homens |
| -------------------- | ------- | ----- | -------- | -------- | ------- | ------ |
|                      | pessoas | %     | pessoas  | %        | pessoas | %      |
| População            | 9498    | 100   | 4907     | 51,7     | 4591    | 48,3   |
| Densidade (pop./km²) | 92      | 100   | 47,5     | 47,5     | 44,4    | 44,4   |

De acordo com dados de 2002, o rendimento médio per capita ascendia a 1177,96 zł.

## Subdivisões
- Arkadia, Bełchów, Bełchów (osiedle), Bednary-Wieś, Bednary-Kolonia, Bobrowniki, Chyleniec, Dzierzgów, Dzierzgówek, Janowice, Julianów, Karolew, Kompina, Michałówek, Mysłaków, Nieborów, Patoki, Piaski, Sypień

## Comunas vizinhas
- Bolimów,
- Kocierzew Południowy,
- Łowicz, Łowicz,
- Łyszkowice,
- Nowa Sucha,
- Skierniewice